# 興津川

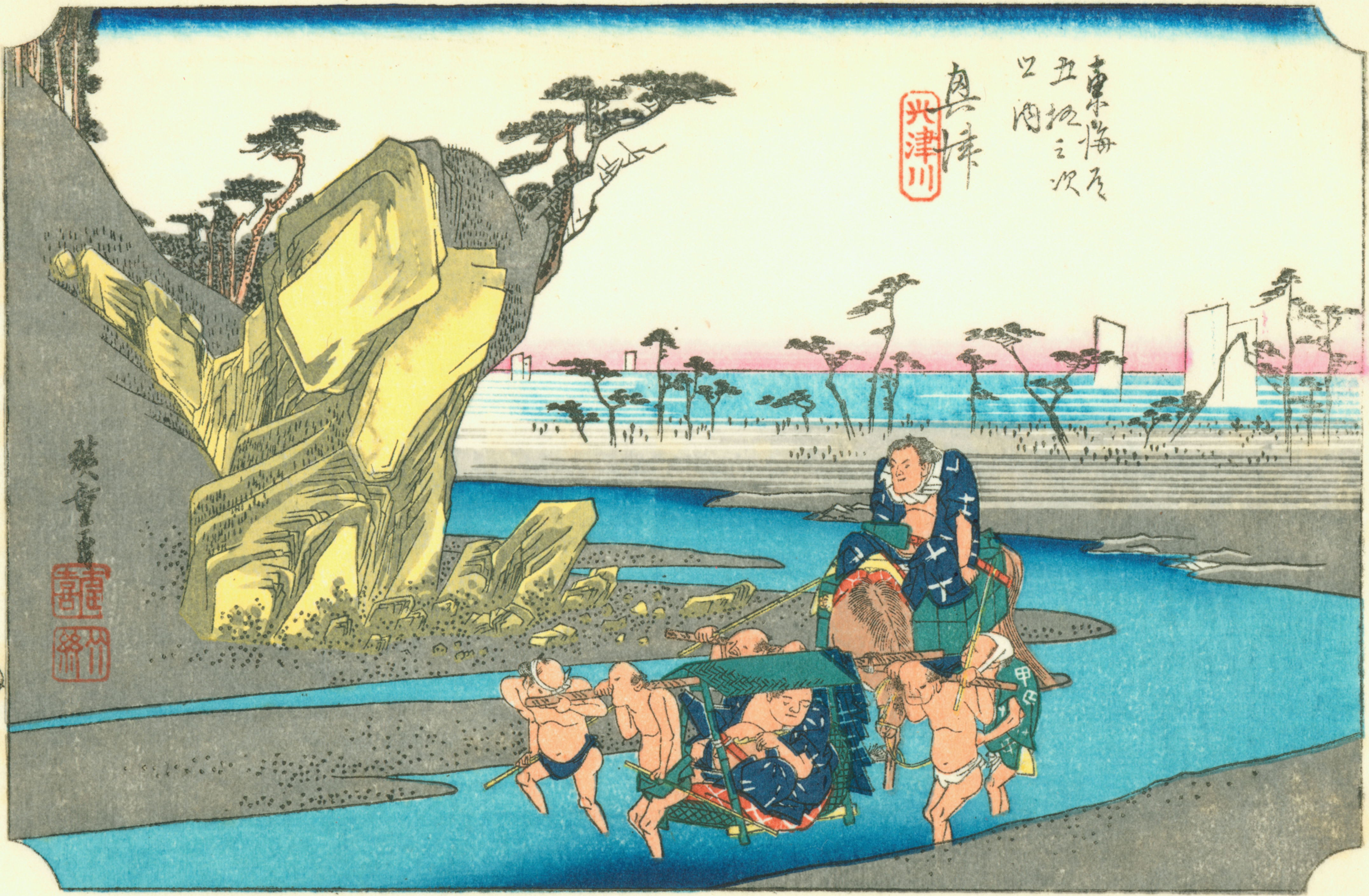
歌川広重

興津川（おきつがわ）は、静岡県静岡市清水区を流れる二級河川。興津川水系の本流。
清流として知られ、上流部にはワサビ田があり、ヤマセミも生息している。また、狩野川とともに静岡県の鮎釣りの名所である。年間を通して流水量が豊富で、東日本で最初にアユ漁が解禁となる。

## 地理
静岡県静岡市清水区北部の山梨県南部町との境である田代峠に源を発する。清水区内を南流した後、清水区興津東町で駿河湾へと注ぐ。

## 主な支流
- 黒川
- 布沢川
- 中河内川
- 小河内川

## 流域の自治体
静岡県
静岡市清水区

## 産業
アユ
興津鯛
駿河半紙